# Asplenia rubrescens
Asplenia rubrescens är en fjärilsart som beskrevs av George Francis Hampson 1916. Asplenia rubrescens ingår i släktet Asplenia och familjen nattflyn. Inga underarter finns listade i Catalogue of Life.